# Peloribates rangiroaensis
Peloribates rangiroaensis är en kvalsterart som beskrevs av Hammer 1972. Peloribates rangiroaensis ingår i släktet Peloribates och familjen Haplozetidae.

## Underarter
Arten delas in i följande underarter:
- P. r. rangiroaensis
- P. r. asiaticus